# Награда „Милан Младеновић”
Награда Милан Младеновић је годишње музичко признање које додељује Задужбина Милана Младеновића.

## Услови и процедуре номиновања
- Право учешћа на конкурсу имају аутори из свих бивших југословенских република.
- У конкуренцији за награду могу се наћи искључиво музичка дела са речима. Текст дела мора да буде на неком од језика који се говоре на просторима бивших југословенских република.
- Номинована дела морају да буду објављена у једногодишњем периоду који је прецизно омеђен пропозицијама конкурса.
- Дело се сматра објављеним ако је трајно учињено приступачним јавности издавањем на физичком носачу звука или постављањем на бар две платформе за дигиталну дистрибуцију музике (Bandcamp, Deezer, iTunes, Spotify, YouTube...).
- Пријаве дела на конкурс могу подносити његови аутори, извођачи или издавачи. Пријава мора садржати и сагласност аутора да се његово дело, уколико прође међу 12 најбоље пласираних на конкурсу, може објавити на компилацији коју сваке године приређује Задужбина.[1][2]

## Жири
Задужбина сваке године, пре објављивања конкурса, именује жири за додељивање награде. Чланови жирија се бирају из редова уметника, критичара уметности и историчара уметности.
Првобитно је било прописано да мандат једном изабраног жирија траје две године. Такође, правилник је у почетку предвиђао и да у саставу жирија мора бити један од чланова Управог одбора Задужбине. Међутим, од примене обе одредбе се одустало већ у другој години постојања награде. Прве две године жири је био трочлани, а од треће је број чланова повећан на пет.

## Добитници, ужи круг номинованих и чланови жирија
| Година    | Добитник                  | Ужи круг номинованих | Чланови жирија                                                                               | Изв.                 |
| --------- | ------------------------- | --- | -------------------------------------------------------------------------------------------- | -------------------- |
| 2019. (1) | Артан Лили — Д.Е.П.Р.А.   | - 3 мачке 100 година — Доле - Емина Бајтаревић — - Игор Божанић — Снијег - Бонастер — Добар звук - Бохемија — О љубави - Буч Кесиди — Ђускање не помаже - Валентино Бошковић и — Адио, Трафиконте! - Лакико — Бол - Христина — Казаљке - — Снов мојих сањ - — Десет дана                                                       | - Зоран Костић Цане - Васил Хаџиманов - Александар Жикић                                     | [ 3 ]                |
| 2020. (2) | Драм — Дај ми све         | - Буч Кесиди — Тихо - Деспот Томић — Она из Ју Ес Еј - Клиника Дениса Катанеца — Дигресија на зеку - Мраве бројим — Алкохол - Некуд — Анестезија - Сара Ренар — Држали смо се за руке - Сале и Седлари — Анонимни СМС - Чао Порторож — Љубавник - — Песма Месецу - — Све је к’о пре - — Бебо - и — Игле - — Дан на Тиси        | - Срђан Гојковић Гиле - Дарко Рундек - Мирела Приселац                                       | [ 4 ] [ 5 ]          |
| 2021. (3) | Ana & The Changes — Ту    | - Визељ — Новчанице - Жен — Урони у сан - Дина Јашари — Бои - Кени није мртав — Самодисциплина - Коикои — Мисисипи - Краљ Чачка и Нина Бајсић — Обрнути ред ствари - Литл Итали — Склоп - Александар Љиљак — Граде мој - Магдалена Мандура — Изнад ријеке - Организам — Каин - Сопот — Једног дана - и Вера Љубојна — Не време | - Дамир Урбан - Кирил Џајковски - Иван Феце Фирчи - Катарина Епштајн - Зоран Стајчић         | [ 6 ] [ 7 ] [ 8 ]    |
| 2022. (4) | Дина Јашари — Дома        | - Љубичице — Опет - Порто Морто — Фатаморгана - Прото тип — Крећем се - Лука Рајић — Љубимо се - Релеј — Ходајмо на рукама - Сеине — Ријеч - Сентинео — Само ти и ја - Шајзербитерлемон — Заврти ме - Шиза — Опростите, опростите, опростите - — Прјатучки (Кдо бо решил свет) - — Брат                                        | - Миле Кекин - Соња Лончар - Матјаж Манчек - Едо Плованић - Драгиша Ускоковић                | [ 9 ] [ 10 ]         |
| 2023. (5) | Љубичице — Док чекамо пад | - Астрид — Костарика - Лена — Мали милион - Охајо — Пут - Тибор — Бонвивани | - Ана Ђурић Констракта - Бранка Главоњић - Борис Лајнер - Зоран Предин - Марко Шелић Марчело | [ 11 ] [ 12 ] [ 13 ] |
| 2023. (5) | Љубичице — Док чекамо пад | - Багремов мед — Шта се догађа - Буч Кесиди — Цуримо по асфалту - Конвој — Балкан дерт - Мими Мерцедез и Секси — - Алек Ремекделски — Цимали му рибу - Ален Шенковски — За све је крив рокенрол - — Роле филмова | - Ана Ђурић Констракта - Бранка Главоњић - Борис Лајнер - Зоран Предин - Марко Шелић Марчело | [ 11 ] [ 12 ] [ 13 ] |
| 2024. (6) | Немечек — Мирила          | - Тамара Мајло — После једног пролећа - Моира — Арома(н)тична - Шкофја Лока — Никад нико - — Десна страна књиге | - Никола Врањковић - Светлана Ђоловић - Дубравко Јагатић - Макс Јуричић - Ања Рупел          | [ 14 ] [ 15 ]        |
| 2024. (6) | Немечек — Мирила          | - Димитрије Димитријевић — - Кале — Синхро - — Семе - — Под сенком облака - — Допир - — Кула - — Испред очију | - Никола Врањковић - Светлана Ђоловић - Дубравко Јагатић - Макс Јуричић - Ања Рупел          | [ 14 ] [ 15 ]        |

## Вишеструке номинације
| Број номинација | Извођач(и)  | Године            |
| --------------- | ----------- | ----------------- |
| 3               | Буч Кесиди  | 2019, 2020, 2023. |
| 2               |             | 2020, 2022.       |
| 2               | Дина Јашари | 2021, 2022.       |
| 2               | Љубичице    | 2022, 2023.       |
| 2               | Астрид / Astrid & The Scandals   | 2023, 2024.       |

## Пратеће појединачне награде

### Најиновативнији бубњар
Од 2021. године проглашава се најиновативнији међу бубњарима група које су се нашле у ужем кругу номинованих за главну награду. Одабир врши Иван Феце Фирчи, некадашњи бубњар групе Екатарина Велика. Фирма Firche Drums добитнику поклања добош.
| Година | Добитник           | Група            | Изв.   |
| ------ | ------------------ | ---------------- | ------ |
| 2021.  | Јелисавета Тодоров | Визељ            | [ 8 ]  |
| 2022.  | Ана Ђуровић        | Шајзербитерлемон | [ 10 ] |
| 2023.  | Антонио Комић      |                  | [ 13 ] |
| 2024.  | Виктор Стојановски |                  | [ 15 ] |

### Најинспиративнији вокал
Жири од 2023. године одабира и најинспиративнији вокал међу финалистима. Рок радио и компанија Mitros Music добитнику поклањају микрофон.
| Година | Добитник         | Група | Изв.   |
| ------ | ---------------- | ----- | ------ |
| 2023.  | Лена Стаменковић | —     | [ 13 ] |
| 2024.  | Тамара Мајло     | —     | [ 15 ] |

### Најбољи текст
Награда за најбољи текст установљена је 2024. године. Новосадска књижара Bulevar Books добитнику обезбеђује ваучер.
| Година | Добитник     | Награђени текст      | Изв.   |
| ------ | ------------ | -------------------- | ------ |
| 2024.  | Тамара Мајло | После једног пролећа | [ 15 ] |